# Acasis olivaria
Acasis olivaria är en fjärilsart som beskrevs av John Henry Leech 1897. Acasis olivaria ingår i släktet Acasis och familjen mätare. Inga underarter finns listade i Catalogue of Life.